# André Blais
André Blais  (* 24. Januar 1947 in Drummondville) ist ein kanadischer Politikwissenschaftler, der als Professor am Département de science politique der Universität Montreal forscht und lehrt. Er amtierte 2004/05 als Präsident der Canadian Political Science Association (CPSA). Er ist zudem Mitglied der Royal Society of Canada.

## Leben
Blais machte 1969 einen Bachelor-Abschluss in Politikwissenschaft an der Universität Laval und wechselte dann an die York University in Toronto, wo er im selben Fach 1970 das Master-Examen ablegte und 1978 zum Ph.D. promoviert wurde. Der Titel seiner Dissertationsschrift lautet: Politique agricole et r´esultats ´electoraux en milieu agricole au Qu´ebec. 1978 ging er an die Universität Montreal, wo er über die Stationen Assistant Professor und Associate Professor 1989 zum Full Professor wurde. Er hat den universitären Forschungslehrstuhl für Wahlstudien inne. Er wird zu den weltweit führenden Experten für Wahlverhalten und Wahlsysteme gezählt.